# 키즈아토
키즈아토(일본어: 痕)는 1996년에 Leaf에서 발매한 노벨 게임으로, 리프 비주얼 노벨 시리즈(Leaf Visual Novel Series)의 두 번째 작품이다.

## 개요
주인공 코우이치가 대학의 여름방학의 사이, 사촌인 카시와기4 자매택에서 보내는 서스펜스 스토리. 수많은 불가해한 사건으로부터 주인공의 혈통의 수수께끼나 무대인 륭산의 전설의 진의가 밝혀져 간다. 전작 「시즈쿠」의 오컬트틱한 이미지는 계승하면서도, 보다 깊이 있는 시나리오와 캐릭터 설정의 뛰어남으로 많은 팬을 모았다. 2002년에 동메이커로부터 리메이크 버전도 발매되었다. 또, 캐릭터 디자인을 일신 해, 캐릭터 음성을 추가하는 등 한 플레이 스테이션·휴대용판이 2005년 발매의 예정이었지만, 2007년 6월에 「컨슈머에서는 원작의 대폭적인 개편에 의해 세계관이 망가져 버린다」라고의 이유로 제작을 단념해, 그 제작을 위해서 새롭게 준비한 시나리오나 캐릭터 보이스, 그래픽등을 이용해 윈도판으로서 제작하는 것이 발표되었고 2009년 4월말경 정식 홈페이지가 개설되어 2009년 6월 26일에 18금 등급으로 발매되었다.
시나리오의 완성도의 경우1996년도 원판에서는 제대로 소화할 수 없었던 복선이나, 캐릭터별 시나리오 상호간의 모순 등, 열광적인 팬이 주장할 정도로 완성도가 높지는 않았다. 그러나, 오히려 거기가 각 캐릭터에 대한 감정 이입을 유도해, 많은 동인 작품을 낳아, 장기 안정 인기의 요인의 하나였다.
한편 새로운 리뉴얼판의 발매와 맞추어서『전격흑마왕』(미디어웍스)Vol.3(2008년 3월 21일 발행)부터 시작한 만화화 작품이 연재 중이다.

## 줄거리
대학생 코우이치는 떨어져 살고 있던 부친이 돌아가셔서, 장례식에게 참여하기 위해 사촌 4자매의 슬하로 왔다. 장의를 끝마치고 나서도, 대학이 여름방학이기 때문에 당분간 체재하고 있었지만, 그러던 중 기묘한 악몽을 보게 된다. 낯선 플로어링의 마루에 웅크려, 자신의 안으로부터 밀려 올라오는 강렬한 살인 충동을 필사적으로 억누르는 꿈이었다. 어느날 코우이치는, 꿈 속에서 드디어 살인 충동에 져 폭력적이기까지 한 힘으로, 일반 시민을 학살해 버린다. 단순한 꿈이라고 생각했지만, 이튿날 아침의 텔레비전으로, 근처의 공원에서 엽기 살인 사건이 일어났다고 하는 사실을 알게 된다.

## 등장인물
성우의 경우 2009년도 리뉴얼판에만 해당. 성우 이름은 비공개이며 여기서 언급한 성우 이름은 리프의 공식적인 발표는 아니다.
카시와기 코우이치(柏木 耕一)
성우 -
주인공. 20세의 대학생. 사촌자매인 4자매와 같이 살고 있던 아버지가 세상을 뜨고 나서 장례행사 때문에 그녀들이 사는 곳에 오게된다. 4자매의 집에서 묵게 된 후로 밤마다 기묘한 꿈 때문에 고민하고 있다.
카시와기 치즈루(柏木 千鶴)
성우 - 유즈키 료카
생일:5월 13일. 혈액형:AB형. 나이:23세
카시와기 4자매 중 장녀. 숙부(코우이치의 아버지)가 죽은 후 가업인 온천여관의 회장을 맡게 된다. 코우이치의 사촌누나로 코우이치에게 있어『동경하는 누나』같은 존재. 온화하고 부드러운 성격. 흑발에 긴머리이다. 가사 전반, 특히나 요리에는 전혀 재능이 없다.
카시와기 아즈사(柏木 梓)
성우 - 나카지마 사키
생일:8월 30일. 혈액형:A형. 나이:18세
카시와기 4자매 중 차녀. 고등학교 3학년. 건방지고 고집이 세지만 의외로 요리가 특기이며, 카시와기가의 가사를 책임지고 있는 입장이다. 트레이드 마크는 하얀 헤어밴드(리프 파이터97에서는 황색)이다.
카시와기 카에테(柏木 楓)
성우 - 오노 료코
생일:11월 15일. 혈액형:B형. 나이:16세
카시와기 4자매 중 삼녀. 고등학교 2학년. 진학고에 다니고 있으며 성적이 우수하다. 본디에도 조용하고 말수가 적었으나, 숙부가 세상을 뜬 후로는 더욱 과묵해졌다. 어째선지 코우이치를 피하는 듯한 움직임을 보이고 있다.
카시와기 하츠네(柏木 初音)
성우 - 미즈하시 카오리
생일:2월 27일. 혈액형:O형. 나이:15세
카시와기 4자매 중 막내. 고등학교 1학년. 코우이치를「오빠」로 부르며 따르고 있는, 솔직하고 순진한 소녀. 요리 등 가사가 특기인 듯 하다.(코우이치 왈)
타카사고 릿카(高砂 六花)
성우 - 나바타메 히토미
2009년도판에서 새로 추가된 히로인. 코우이치가 역전에서 만나는 소녀 메이드이다.

나가세 겐자부로(長瀬 源三郎)
카시와기 겐지(코우이치의 아버지) 사망 사건의 수사를 담당하고 있는 중년의 형사이다.
야나가와 유우야(柳川 裕也)
성우 - 히야마 노부유키
나가세와 함께 수사 활동을 하는 젊은 형사이다.
히요시 카오리(日吉 かおり)
성우 - 리키마루 노리코
아즈사와 같은 고교의 후배로 육상부의 매니저를 맡고 있다. 동성애자(레즈비언)라는 소문이 있다.
아이다 쿄코(相田 響子)
성우 - 이마이 유카
온천여관 회장인 치즈루를 취재하러 온, 여성잡지의 르포라이터이다.
코이데 유미코(小出 由美子)
코우이치의 대학 동급생. 지역 신화전설의 조사를 위해 여행을 하던 중 우연히 코우이치와 만난다.

## 게임 정보
리프 비주얼 노벨 시리즈의 2번째 작품. 1996년도에 PC9801판과 윈도판이 동시에 발매되었다. 2002년에는 원작자에 의한 리뉴얼판이 발매되기도 하였다. 1996년도 원판의 경우 현재는 두 플랫폼 모두 폐반으로 구할 수 없는 상태이나 2009년도판의 초회한정판에 원판을 최신 윈도우에서 구동할 수 있도록 한 복각판이 제공된다.

### 스탭
- 각본:타카하시 타츠야
  - 쇼트 시나리오 각본:오오무라사키(구판 수정전판에만 해당)
- 원화:미나즈키 토오루(원판·2002년도 리뉴얼판), 아마미 미키히로(2009년도 리뉴얼판)
- 음악:이시카와 신야, 시모카와 나오야, 나카가미 카즈히데, 타카하시 타츠야(타카하시는 구판에만 스탭롤에 기입)

### 주제가
2009년도 리뉴얼판에만 해당

### 2002년도 리뉴얼판
타카하시 타츠야와 미나즈키 토오루가 리프에서 마지막으로 작업한 작품. 스탭은 원판과 거의 동일. 원작자가 직접 리메이크판에 참여하였으며 기존 원판에 비해 화면 해상도가 800x600으로 올라갔으며, 해상도 향상 및 우측 스크롤바등이 도입된 새로운 비주얼 노벨 게임 엔진을 최초로 적용하였다.(이 엔진은 후에 기능이 개선되어 루츠나 투하트2 XRATED에도 사용되었다.) 또한 시나리오를 처음부터 새롭게 써나가면서 기존 원판에서 일부 논리적으로 오류가 있었던 시나리오의 수정 및 캐릭터 원화 및 그래픽이 전면적으로 리뉴얼 되었다. 단, 미나즈키씨의 그림 화풍이 기존에 비해 많이 달라졌던 점 등으로 인해 원판보다 좋은 평가는 받지 못했다.

### 2009년도 리뉴얼판
애당초 PSP를 목표로 개발에 착수하다 콘솔 이식시 세계관을 유지하기가 힘들다는 이유로 윈도로 플랫폼을 옮겨서 제작되었다. 이례적으로 2번째 리메이크가 된 작품이 되었으며 신 캐릭터로 타카사고 릿카의 추가 및 캐릭터 디자인 및 원화를 일신하고 전면 풀보이스화 및 오프닝 애니메이션과 오프닝 및 엔딩곡이 삽입되었다. 2009년 6월 26일에 발매.

#### 기타 정보
- 초회한정판의 경우 1996년도에 발매된 시즈쿠와 키즈아토의 원판 버전을 최신 윈도우에서 돌아갈 수 있도록 한 복각판이 제공된다.
- 초회한정판 예약자에 한하여 수량한정으로 카시와기 치즈루의 피규어가 제공된다.
- 초회한정판·통상판 공통으로 시즈쿠의 2003년도 리메이크판이 패키지 내에 포함된다.